# 유럽 고속도로 671호선
유럽 고속도로 671호선(European Route E671)은 루마니아의 티미쇼아라에서 사투마레까지 이르는 B-클래스급 간선도로로, 총연장은 300 km이다.

## 경로
- 루마니아
  - E70 : 티미쇼아라
  - E68 : 아라드
  - E60, E79 : 오라데아
  - E81 : 사투마레